# سوخوررشيد سفلي (مقاطعة غيلانغرب)
سوخوررشيد سفلي (بالفارسية: سوخوررشید سفلی) هي قرية تقع في قسم حيدريه الريفي في إيران. يقدر عدد سكانها بـ 196 نسمة .